# دراق عديد العقيدات
دراق عديد العقيدات  (بالإنجليزية: Multinodular goitre)‏ هو تضخم عقيدي للغدة الدرقية.
قد يترافق الدراق عديد العقيدات مع فرط الدرقية. وتعتبر هذه الحالة غير ورمية ولكنها يتم العثور على ورم الدرقية في 13.7% من مرضى الدراق عديد العقيدات الذين يمرّون عملية جراحية.